# Acapulco Gold

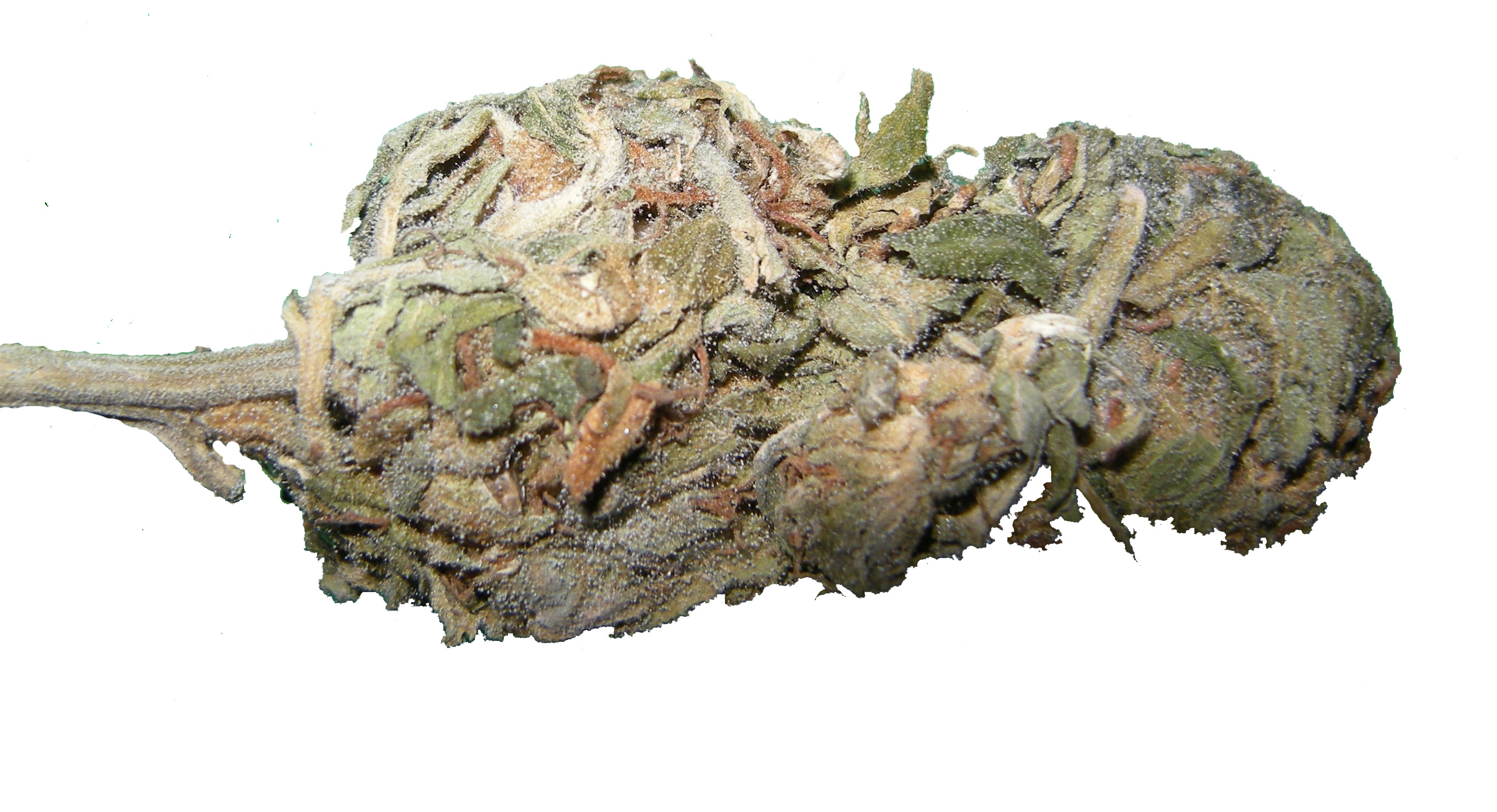
Cogollo de Acapulco Gold.

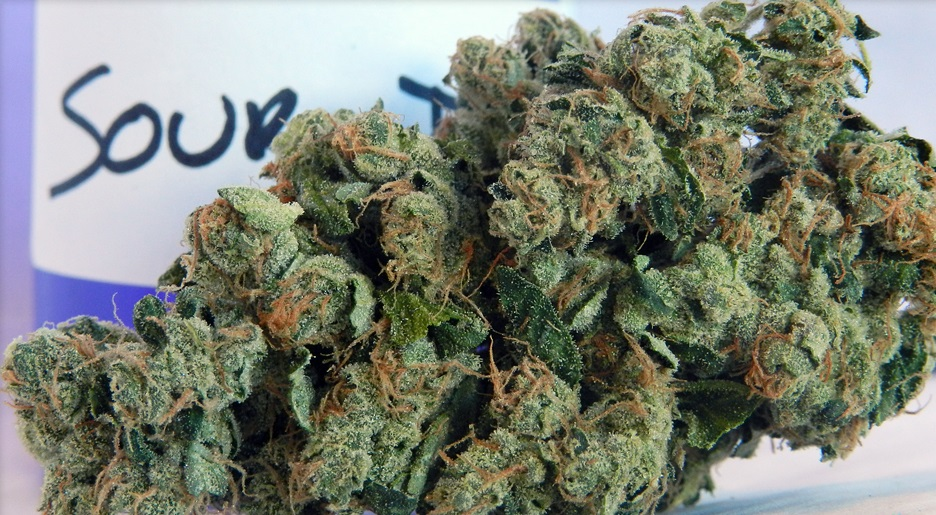
Cannabis sativa

Acapulco Gold («oro de Acapulco») es una variedad de Cannabis sativa que fue popular en los Estados Unidos durante el movimiento de contracultura de la década de 1960 por su potencia psicoactiva y color amarillo o amarronado.

## Historia
Registrada por primera vez en los Estados Unidos en 1964, la variedad Acapulco Gold fue definida por el Oxford English Dictionary al año siguiente como «un grado especial de cultivo de cannabis en las cercanías de Acapulco (...) con un color marrón dorado, o una mezcla de oro y verde». Tradicionalmente se cultiva en las montañas de Guerrero, México, es una variedad local descrita como de «efectos alucinantes», que se atribuyeron a su característico crecimiento lento y a que la planta se adaptó a las condiciones del entorno. El contrabandista y promotor Gary Tovar dijo que el color distintivo de Acapulco Gold fue el resultado de la forma en que las plantas eran envejecidas y secadas por el viento del océano Pacífico. Cuando se cultiva fuera de su área de distribución nativa, se considera sustancialmente menos potente que las plantas nativas (por el terroir): «mientras que la genética original de Acapulco Gold se puede encontrar entre las empresas de semillas mundiales, sin ese sol abrasador de Acapulco y la brisa del Pacífico, el producto final sigue siendo un artificio, un simulacro de lo que se podía tener en 1974». Ya en 1975, la revista New York Magazine afirmó que la potencia original de la cepa ya se había diluido debido a la plantación excesiva en respuesta a la demanda.
La Acapulco Gold fue apodada connoisseur pot («marihuana para expertos»), y durante los años 60 era «una marihuana codiciada por los fumadores estadounidenses, considerada de mejor calidad que la hierba que crece en California o Texas». «Aquellos que estaban mejor informados buscaban el oro mexicano de Acapulco por el más alto de los máximos». Otro informe destacó su «sabor exquisito». Su potencia se debe a un contenido de THC del 23%, lo que la convertiría en una de las cepas más fuertes de por entonces. Según el libro Drugs, Alcohol and Mental Health (1993), esta cepa se asoció tanto a la calidad, que Acapulco Gold se convirtió en un término genérico para denominar a la marihuana de alta calidad.
Acapulco Gold fue una de las variedades favoritas de Carol Wayne, Paul Ferrara, y Jack Nicholson. El veterano comisionado de la NFL, Pete Rozelle, experimentó con ella alrededor de 1970, buscando entender si la marihuana causaría problemas a sus jugadores. El dúo de rock Heth & Jed traficaron Acapulco Gold cuando eran adolescentes, y el traficante de drogas y causante de los bombardeos de Speedway Brett Kimberlin afirmó haberle dado algo al futuro vicepresidente de los Estados Unidos, Dan Quayle, como regalo de bodas. Acapulco Gold fue particularmente popular entre los estudiantes de la Universidad de Columbia (Nueva York) a principios de la década de 1970, tanto que la universidad tenía una ruta determinada de contrabando que cruzaba por Austin, Texas.
El precio de la Acapulco Gold rondaba «la astronómica suma de $ 20 USD la onza» durante la década de 1960, $ 500 por kilo en 1967, y $ 30 por onza en 1972. Acapulco Gold costaba posiblemente $ 36 USD por kilo en origen en México en 1973. A modo de comparación, el precio legal en Port Angeles (Washington) fue de $ 12 por gramo en noviembre de 2016.
Ya en 1968 se afirmó incorrectamente que el nombre 'Acapulco Gold' se había registrado como marca comercial en anticipación a la legalización de la marihuana; en agosto de 1969, Harlan Ellison afirmó que la marca había sido registrada a nombre de la empresa tabacalera Liggett & Myers. En 1971, el término se utilizó como una marca para los papeles de fumar destinados a ser vendidos para recaudar fondos para hacer campaña por la legalización de la marihuana; Amorphia, la organización que respaldó el esfuerzo, finalmente se fusionó con la NORML. Según se informa, los papeles de fumar generaron la mayor parte de los fondos para apoyar la Proposición 19 de la iniciativa de marihuana de California de 1972. Cuando la Oficina de Patentes y Marcas de Estados Unidos abrió brevemente el registro de nombres comerciales para cepas de marihuana medicinal en 2010, Acapulco Gold fue una de las marcas registradas presentadas antes de que se abandonara la categoría.
A fines de la década de 1970, hasta el 20% de la marihuana mexicana que se exportaba a los Estados Unidos, estaba contaminada con el herbicida paraquat, lo que hizo que las plantas se volvieran doradas. Esto aumentó la demanda de marihuana contaminada al hacer que se confunda con Acapulco Gold de mayor calidad. La contaminación fue el resultado de un programa de erradicación de drogas que estaba llevando a cabo el gobierno mexicano al que Estados Unidos contribuyó con $ 13 millones anuales. Previamente, el ejército mexicano quemó muchos de los campos de marihuana de Acapulco en 1967 a petición del gobierno de los Estados Unidos.
Acapulco Gold fue uno de los padres del híbrido Skunk No. 1, que fue llamado «la columna vertebral del mundo moderno del cultivo de cannabis». En 2014, la revista High Times nombró la Acapulco Gold como una de las mejores cepas de todos los tiempos.
Posteriormente, el nombre Acapulco Gold sería tomado tanto por un político de California como por un caballo de carreras irlandés.

## En la cultura

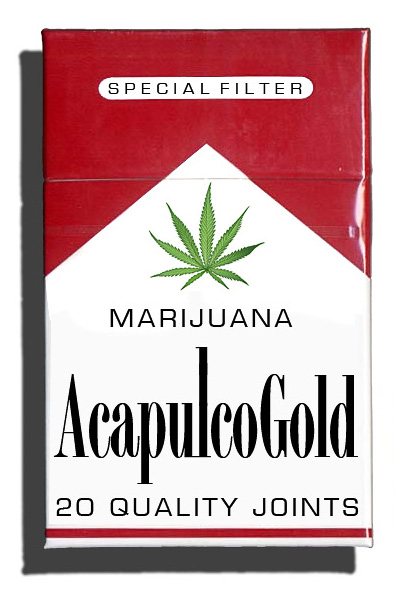
Una maqueta de un paquete de cigarrillos Acapulco Gold

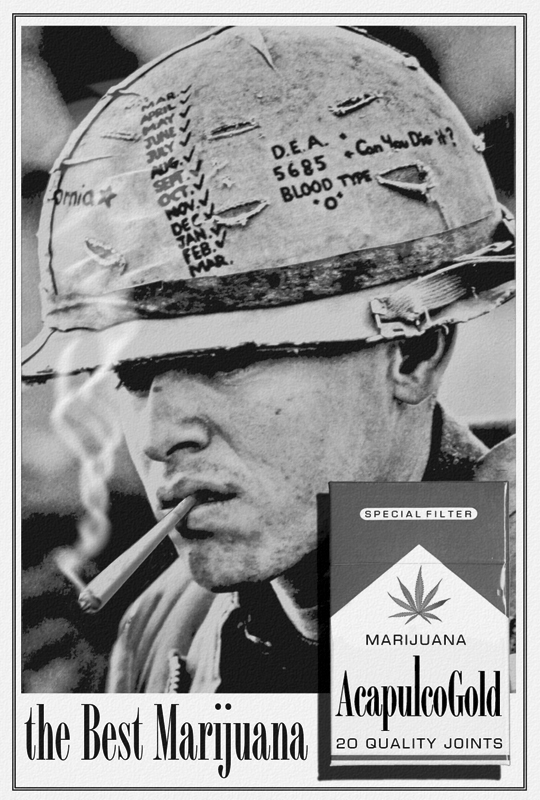
Un anuncio satírico de Acapulco Golds

### Literatura
Dado su estatus como un ícono del movimiento contracultural, Acapulco Gold apareció de manera prominente en la literatura estadounidense durante su apogeo. La novela Acapulco Gold (1972) de Edwin Corley postuló que la marihuana se legalizaría en un futuro cercano y describió una competencia entre agencias de publicidad para asegurarse la primera campaña de marketing para cigarrillos de marihuana. Los protagonistas de la novela Los detectives salvajes (1998), de Roberto Bolaño, fueron escritores desconocidos que comenzaron a traficar con Acapulco Gold para financiar una revista literaria, y los cigarrillos Acapulco Gold se describen como una de las principales marcas en la novela de ciencia ficción When HARLIE Was One (1972) de David Gerrold, ganadora de un premio Nébula.

Sin embargo, la cepa recibió su mayor tributo en la novela Bug Jack Barron (1969) de Norman Spinrad. El trabajo de Spinrad describió un Estados Unidos futurista donde el uso de marihuana no solo era legal sino común, tanto en altos funcionarios como en celebridades importantes, y donde la marca líder era Acapulco Golds, que se promocionó en la televisión nacional con publicidad al estilo 'Juan Valdez':
[Un peón mexicano guiando un burro por un sendero sinuoso en una montaña volcánica cubierta por jungla, y una voz en off autorizada y afrutada de la Encyclopædia Britannica:] 
«En las tierras altas de México se desarrolló una sabrosa variedad de marihuana que llegó a ser conocida como Acapulco Gold en los días del contrabando comercio».
[El peón corta una mata de marihuana con una hoz y la carga sobre el burro:]
«Apreciada por su sabor y propiedades superiores, Acapulco Gold estaba disponible sólo para unos pocos favorecidos debido a su rareza y...» 
[Rollo al patrullero fronterizo cacheando al desagradable Pancho Villa tipo mexicano:] «las dificultades que entraña la importación». 
[Vista aérea de un enorme campo de marihuana en remo geométricamente:] 
«Pero ahora la mejor variedad de semillas mexicanas, combinada con la habilidad agrícola estadounidense y las condiciones de cultivo cuidadosamente controladas, producen una variedad pura de marihuana sin igual en sabor, suavidad y propiedades relajantes. Ahora disponible en 37 estados»  
[Primer plano de un paquete Acapulco Gold rojo y dorado]

«Acapulco Golds, el cigarrillo de marihuana de primera calidad de Estados Unidos y, por supuesto, totalmente no-cancerígeno».
El uso de Acapulco Gold es común en las novelas Mission Earth de L. Ronald Hubbard, incluyendo Voyage of Vengeance, An Alien Affair, y Death Quest. También aparece en obras de Oscar Zeta Acosta, Hunter S. Thompson, Darryl Pinckney, Jonathan Raban, Guillermo Cabrera Infante, David Foster Wallace, y Carol Berge.
El lingüista Jean-Charles Seigneuret atribuyó la popularidad literaria de la cepa a su papel como una «piedra filosofal psicodélica» que sirvió «para transformar el plomo metafórico de la conciencia moderna apresurada y destribalizada en el 'oro' latente en el 'oro de Acapulco'».

### Cine y TV
La cepa dio su nombre a una película de contrabando de 1976 protagonizada por el ex evangelista Marjoe Gortner, Robert Lansing y Ed Nelson, y dirigida por Burt Brinckerhoff. Acapulco Gold fue también el título de un mockumental de Bob Grosvenor de 1973 sobre la historia de la marihuana y los esfuerzos de un grupo de estudiantes universitarios para introducir de contrabando la «súper hierba» de México en los Estados Unidos. Varios años antes, el personaje de Mick Jagger en Performance había sido representado como un consumidor de Acapulco Gold.
La aparición más conocida de Acapulco Gold en el cine fue en 1978 Up in Smoke, protagonizada por el dúo de comedia Cheech & Chong. «Puedo fumar cualquier cosa, hombre», se jactaba Pedro, el personaje de Cheech Marin. «Sabes como yo fumo ese Michoacán y Acapulco Gold, tío». El álbum debut del dúo siete años antes había presentado una canción titulada «Filtros de oro de Acapulco», que incluía la letra: No stems no seeds that you don't need, Acapulco Gold is some badass weed («sin tallos, sin semillas que no necesitas, Acapulco Gold es una hierba brutal»).
Durante la primera temporada de Saturday Night Live, la conductora Desi Arnaz agradeció al equipo del programa por entregarle una caja de «Cigarrillos Acapulco Gold».

### Música
El grupo de pop psicodélico The Rainy Daze lanzó un álbum de 1967 titulado That Acapulco Gold, que retrata a México como una tierra lejana donde «las calles están llenas de bloques de Acapulco Gold» (the streets are lined with bricks of that Acapulco Gold). La canción principal alcanzó el puesto 70 en el Billboard Hot 100 antes de ser retirada de la circulación por promover el consumo de marihuana. El vicepresidente Spiro Agnew denunció más tarde la canción como «una flagrante propaganda de la cultura de la droga... que amenaza con destruir nuestra fuerza nacional».
The New Riders of the Purple Sage incluyó una canción llamada Henry en su álbum debut, que describía un intento de contrabandear 20 kilos de Acapulco Gold fuera de México. Led Zeppelin rindió homenaje a la tensión en las versiones en vivo de la canción «Over the Hills and Far Away». Más recientemente, el álbum Good Graces de Johnathan Rice incluyó una canción titulada Acapulco Gold. 
El grupo de country Midland hace referencia a Acapulco Gold en su canción Electric Rodeo. Esta canción se encuentra en el álbum On the Rocks, de 2017.
La banda de rock Soda Stereo menciona en su canción Planta del disco Sueño Stereo, la frase «Como Oro de Acapulco», refiriéndose a este tipo de marihuana.
La agrupación mexicana de rap West Gold junto al rapero sonorense Eptos Uno hacen referencia a esta cepa en la canción "Acapulco Golden" pereteneciente a su álbum debut.